# Завод за заштиту споменика културе Зрењанин
| Завод за заштиту споменика културе Зрењанин |                                           |
|                                             |                                           |
| Врста                                       | Установа културе                          |
| Основана:                                   | 2004.                                     |
| Седиште:                                    | Трг др Зорана Ђинђића 1 · Зрењанин Србија |
| Директор:                                   | Милан Ковачевић                           |
| Веб презентација                            | Званична презентација                     |

Завод за заштиту споменика културе Зрењанин је установа културе са седиштем у Зрењанину, основана 2004. године. Надлежност Завода покрива територију Града Зрењанина и четири општине Средњобанатског округа (Нови Бечеј, Нова Црња, Сечањ и Житиште). Иако је најмлађа установа ове врсте у Србији, идеја о стварању службе заштите култуних добара у Зрењанину јавља се средином 20. века у облику јединице за заштиту споменика културе у оквиру Народног музеја у Зрењанину, а која је сарађивала са Покрајинским заводом за заштиту споменика културе из Новог Сада. До оснивања Завода за заштиту споменика културе у Зрењанину послове заштите и очувања градитељске баштине овом простору обављао је Покрајински завод.
Завод за заштиту споменика културе Зрењанин мењао је од свог оснивања седиште више пута, а данас се налази у згради некадашње Великобечкеречке штедионице.

## Делатност Завода
- Издавање услова, решења и сагласности на пројекте санације, адаптације, доградње, реконструкције, рестаурације, ревитализације као и на урбанистичке планове
- Израда техничке документације – конзерваторско-рестаураторски пројекати и архитектонски пројекти
- Kонзервација и рестаурација
- Дозволе за извоз уметничких предмета (слике, предмети примењене уметности)
- Истраживања – валоризација
- Самосталне изложбе
- Издавачка делатност

## Области истраживања
- Архитектура
- Археологија
- Етнологија
- Сликарство
- Вајарство и споменичко наслеђе
- Индустријско и техничко наслеђе